# Andrew Card
Andrew Hill Card, Jr., född 10 maj 1947 i Brockton, Massachusetts, är en amerikansk republikansk politiker och affärsman. Han tjänstgjorde som USA:s transportminister 1992-1993 under USA:s president George H.W. Bush och som Vita husets stabschef 2001-2006 under George W. Bush. Han är styrelseledamot i Union Pacific Railroad sedan 2006.

## Biografi
Card studerade vid University of South Carolina, United States Merchant Marine Academy och Harvard University. Han var ledamot av Massachusetts House of Representatives, underhuset i delstatens lagstiftande församling, 1975-1983. Han kandiderade utan framgång i republikanernas primärval inför guvernörsvalet i Massachusetts 1982.
Card var biträdande stabschef i Vita huset 1989-1992. Som transportminister fick han koordinera den federala regeringens hjälpåtgärder efter Orkanen Andrew.
Card var verkställande direktör för American Automobile Manufacturers Association 1993-1998.
Cards hustru Kathleene är metodistpastor. Paret har tre vuxna barn.

### 11 september 2001
Det var Andrew Card som meddelade president George Bush om terrorattentatet den 11 september 2001. Presidenten var på besök i en grundskola i Florida. Han satt och lyssnade på barnen som läste högt ur en bok när Card gick fram till presidentens öra och viskade "A second plane hit the second tower. America is under attack."